# Jadwiga Zappe
Jadwiga Zappe (ur. 8 kwietnia 1926 w Korościatynie, zm. 24 lipca 2020 we Lwowie) – polska wychowawczyni i działaczka społeczna, bibliotekarka, animatorka polskiego środowiska we Lwowie.

## Życiorys
Córka Alojzego, pracownika kolei, i Janiny zd. Juzwa, nauczycielki. Dzieciństwo spędziła w Korościatynie, gdzie ojciec był naczelnikiem stacji kolejowej. W 1935 r. zamieszkała na stałe we Lwowie. W czasie II wojny światowej należała do Armii Krajowej i kolportowała prasę podziemną. Jej najstarsza siostra, Maria została wywieziona przez Sowietów do Charkowa, a następnie w głąb Rosji. Dwie inne siostry, Aleksandra i Barbara w lipcu 1941 r. zostały zamordowane we wsi Leżanówka (powiat Skałat koło Tarnopola) przez nacjonalistów ukraińskich. Po wcieleniu Lwowa do ZSRR Jadwiga pozostała w mieście. Zdała maturę i rozpoczęła studia z zakresu chemii na Politechnice Lwowskiej. Studiów jednak nie ukończyła, podejmując pracę bibliotekarki. Od 1952 r. wraz z siostrą Ireną prowadziła przez dziesiątki lat w swoim mieszkaniu przy dawnej ul. Potockiego tajną pracę wychowawczą z dziećmi i młodzieżą z lwowskich rodzin, często ubogich i zaniedbanych. Uczyła ich języka polskiego, historii i literatury oraz wartości patriotycznych i zasad wiary katolickiej. Była z tego powodu inwigilowana przez KGB. Próbowano też wytoczyć jej proces sądowy, ale wychowankowie stali w obronie obu sióstr.

## Odznaczenia
Za swoją działalność Irena i Jadwiga w 2006 r. zostały odznaczone Krzyżami Kawalerskimi Orderu Zasługi Rzeczypospolitej Polskiej, które przyznał im prezydent RP Lech Kaczyński.
W 2008 r. otrzymały Nagrodę Kustosz Pamięci Narodowej, przyznaną im przez Kapitułę Nagrody, działającą przy Instytucie Pamięci Narodowej.
W kwietniu 2016 r. Jadwiga Zappe została odznaczona Krzyżem Oficerskim Orderu Zasługi Rzeczypospolitej Polskiej, który przyznał jej prezydent RP Andrzeja Duda. Aktu wręczenia, w imieniu prezydenta, dokonał w grudniu tegoż roku w mieszkaniu rodziny Zappe we Lwowie min. Adam Kwiatkowski.